# Pycnomerus italicus
Pycnomerus italicus is een keversoort uit de familie somberkevers (Zopheridae). De wetenschappelijke naam van de soort werd in 1899 gepubliceerd door Ludwig Ganglbauer.